# Sheep (Pink Floyd)
Sheep è un brano musicale scritto e composto da Roger Waters, incluso come quarta traccia nell'album Animals pubblicato dai Pink Floyd nel 1977.

## Storia
Il brano risale ad alcuni anni prima della sua pubblicazione sull'album Animals ed era noto con un diverso titolo, Raving and Drooling, con il quale venne eseguito dal gruppo dal vivo durante il tour invernale del 1974 assieme a un altro brano che poi verrà pubblicato sempre sullo stesso album, Dogs, anch'esso noto con un diverso titolo. Entrambi vennero registrati in studio nel 1975 e avrebbero dovuto essere inseriti nell'album Wish You Were Here ma Waters non ne era sufficientemente convinto e preferì concentrarsi su Shine On You Crazy Diamond e, nonostante la contrarietà di Gilmour, decise di non inserirli nell'album.
La canzone è stata poi inserita nelle raccolte A Collection of Great Dance Songs (1981) ed Echoes: The Best of Pink Floyd (2001).

## Composizione
La canzone inizia dove finisce Pigs e cioè con un'atmosfera agreste in cui si sentono pecore che belano e uccelli che cinguettano. Quest'atmosfera viene accompagnata da uno dei più apprezzati assoli di Richard Wright eseguito al piano Fender Rhodes. La parte di pianoforte elettrico viene lentamente sovrastato dal basso suonato per l'occasione da David Gilmour. Poco dopo l'entrata della batteria di Nick Mason entra pure la voce di Roger Waters e poi tutti gli altri strumenti.
L'ultima parola di alcuni versi delle prime due strofe della canzone si prolunga per molti secondi fino a diventare una specie di suono indefinito. Dopo il verso «no, this is no bad dream» inizia la parte centrale del brano che è senza parti cantate ed è basata inizialmente su vari tipi di assolo di basso e di sintetizzatore piuttosto inquietanti. Dopo il ritorno del cantato inizia un assolo di chitarra eseguito da David Gilmour a cui poi viene sovrapposto il ritorno del belore iniziale.

### Il Salmo 23
Al minuto 06:24 si inizia a sentire una voce estremamente filtrata che dice parole quasi incomprensibili. È un roadie che, tramite un vocoder, sta recitando una versione completamente stravolta del Salmo 23. Lo si può capire dal verso "The Lord is my shepherd" cioè "il Signore è il mio pastore". Questa versione del salmo 23 raffigura Dio come un macellaio che accudisce e protegge le sue pecore con scopo di farne cotolette d'agnello. Questa idea era già stata pensata per la canzone The Great Gig in the Sky nell'album The Dark Side of the Moon ma in seguito accantonata. Questa versione del salmo 23 ha suscitato reazioni non sempre positive da parte del pubblico e della critica. Nei concerti live la lettura di questo salmo era affidata a Nick Mason.

## Significato
Il brano fa parte di un concept album basato sulle condizioni sociopolitiche della Gran Bretagna della metà degli anni settanta; le singole canzoni che compongono l'album sono accomunate fra loro dal fatto di esprimere il decadimento sociale e morale della società, paragonando la condizione umana a quella degli animali similmente a quanto fatto dallo scrittore George Orwell nel suo romanzo distopico La fattoria degli animali; il brano, come altri due presenti sull'album, Pigs e Dogs, descrive una delle classi nelle quali è divisa la società come una razza di animali.
Sheep parla delle pecore, cioè la massa di persone più deboli che hanno bisogno di un leader per sentirsi al sicuro. Il brano contiene anche riferimenti religiosi: la "cecità sociale" delle pecore è paragonata alla fede cieca, come quando le pecore dicono di aver «guardato oltre il Giordano» e aver visto che «le cose non sono ciò che sembrano». Con la ripresa del cantato le pecore si ribellano ai loro sfruttatori, i cani, riuscendo a sconfiggerli. Alcune pecore esultanti intimano ad altre pecore di "restare nelle loro case e fare ciò che viene detto loro" rimarcando come la natura di sottomissione delle pecore non possa mai cambiare. L'assolo di chitarra alla fine rappresenta una specie di marcetta delle pecore per celebrare il loro trionfo sui cani. Il ritorno del belore iniziale indica che la natura di sottomissione delle "pecore" rimane tale a prescindere dagli eventi e dalle ribellioni sociali.

## Formazione
- Roger Waters - voce, chitarra ritmica
- David Gilmour - basso elettrico, assolo di chitarra alla fine
- Richard Wright - piano Fender Rhodes, organo Hammond, ARP String Ensemble, minimoog
- Nick Mason - batteria, voce nell'intermezzo